# Behgjet Pacolli
Behgjet Pacolli est un homme d'État kosovar, né le 30 août 1951 à Pristina. Il est président de la république du Kosovo du 22 février au 1er avril 2011.

## Biographie
Homme d'affaires ayant quitté la Yougoslavie à 17 ans, il est titulaire de la nationalité suisse. Il est élu président de la république du Kosovo le 22 février 2011 au troisième tour de scrutin par 62 voix sur 120, grâce à une alliance entre le Parti démocratique du Kosovo (PDK) d'Hashim Thaçi, reconduit au poste de Premier ministre, et l'Alliance pour un nouveau Kosovo (AKR). Le 30 mars 2011, la Cour constitutionnelle invalide son élection. Acceptant le jugement et l'organisation d'un nouveau scrutin, il refuse cependant de démissionner. Le lendemain 1er avril 2011, la juridiction le remplace à son poste par intérim par Jakup Krasniqi, jusqu'à l'élection d'Atifete Jahjaga.
Le 15 avril 2011, il est nommé premier vice-Premier ministre.